# William Gallacher

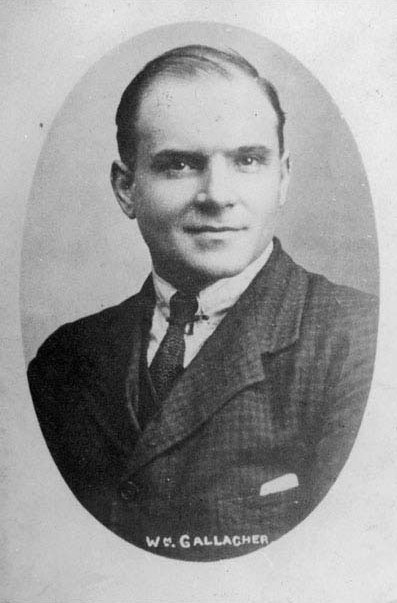
William Gallacher

William (Willie) Gallacher (* 25. Dezember 1881 in Paisley; † 12. August 1965 in Paisley) war ein schottischer Gewerkschaftsfunktionär und Kommunist. In den Jahren 1935–1950 war er Abgeordneter der Communist Party of Great Britain (CPGB) im House of Commons.

## Herkunft
Gallacher war der Sohn eines irischen Vaters und einer aus den schottischen Highlands stammenden Mutter. Nach dem Ende seiner Schulzeit arbeitete er als Monteur.

## Gewerkschaftliche Aktivitäten
In den Jahren vor Ausbruch des Ersten Weltkriegs stieg er in der schottischen Gewerkschaftsbewegung auf und wurde bald zu einer der führenden Persönlichkeiten im Westen des Landes. Gallagher wurde Präsident des Clyde Workers’ Committee, einer Arbeiterbewegung der Industriearbeiter des Großraums Glasgow, die sich gegen den Munitions of War Act 1915 wandte, einem Gesetz, das eine strikte Kontrolle der Arbeiter vorschrieb.
Nach Kriegsende setzte sich Gallacher für eine 40-Stunden-Woche ein. Diese Forderung wurde sowohl vom Clyde Workers’ Committee als auch vom Glasgower Trades Council getragen und durch einen im Januar 1919 begonnenen Streik unterstrichen. Die britische Regierung fürchtete eine kommunistische Erhebung und schickte Truppen und Panzer nach Glasgow, um gegen die Streikenden vorzugehen. Gallacher wurde erneut inhaftiert, diesmal für fünf Monate.

## Parteipolitische Aktivitäten
Vor der Gründung der Kommunistischen Partei Großbritanniens war Gallacher Mitglied der Independent Labour Party, später der British Socialist Party. An der 1920 vollzogenen Gründung der Kommunistischen Partei Großbritanniens war Gallacher maßgeblich beteiligt. In den Jahren 1956–1963 war er Vorsitzender der CPGB.

## Parlamentarische Aktivitäten
Mehrmals (1922, 1923, 1929, 1931) versuchte Gallacher vergeblich, bei Unterhauswahlen einen Wahlkreis zu gewinnen. 1935 gelang ihm dies schließlich im schottischen Wahlkreis West Fife mit 37,4 % der abgegebenen Stimmen. Diesen Sitz konnte er bei den Wahlen 1945 mit 42,1 % der abgegebenen Stimmen verteidigen. Bei den Wahlen 1950 unterlag er jedoch deutlich mit nur 21,6 % gegenüber 54,8 % der abgegebenen Stimmen des Herausforderers der Labour Party.

## Haltungen zu Einzelthemen
Zunächst wandte er sich gegen die von der Komintern vorgeschlagene Taktik enger Beziehungen zwischen CPGB und Labour Party, nach einem persönlichen Treffen mit Lenin änderte er jedoch seine Meinung. 1936 war er einer der Vertreter der britischen Linken, die sich für eine Unterstützung der Spanischen Republik gegen Franco durch das Vereinigte Königreich starkmachten.

## Verfolgung
In seiner Funktion als Präsident des Clyde Workers’ Committee setzte sich Gallacher gegen die britische Beteiligung am Ersten Weltkrieg ein und wurde für einen von ihm verfassten Anti-Kriegs-Artikel im The Worker, der Zeitschrift des Committees, im Jahr 1916 für sechs Monate inhaftiert.
Am 4. August 1925 wurde Gallacher mit 11 weiteren führenden Mitgliedern der CPGB aufgrund einer vermeintlichen Verletzung des Munity Act von 1797 (Meuterei) verhaftet und zu 12 Monaten Haft verurteilt.

## Werke
Gallacher verfasste 1949 das Werk The Case for Communism sowie 1940 seine Autobiographie The Chosen Few.